# Аспург
Аспург (Тиберий Юлий Аспург, Рискупорид I Аспург; лат. Tiberius Julius Aspurgus; ок. 15 до н. э. — 37 н. э.) — царь Боспорского царства в I веке н. э. Родоначальник сарматской династии Боспорских царей.

## Биография

### Восшествие на престол
В результате династического кризиса (около 10 года н. э.) к власти в Боспорском царстве и пришёл Аспург, сын Динамии (линия Митридата Понтийского).
Аспург, предположительно, был сыном боспорского царя Асандра, а его матерью считают царицу Динамию, дочь царя Фарнака II и внучку царя Митридата VI Евпатора.
При восшествии на престол Аспург принял имя Рискупорид I Аспург. Его полный титул по сохранившимся надписям был «друг Кесаря и друг Римлян, царь всего Боспора, Феодосии, Синдов, Меотов, Тарпетов, Тореатов, Псессов и Танаидов», а также покровителем Скифов и Тавров.
Аспург стал основателем новой династии Рескупоридов, правившей Боспором в течение почти четырёх веков. Политическое положение Боспора при Аспурге значительно укрепилось.

### Отношения с Римской империей
В конце первого десятилетия I века н. э. Аспург совершил поездку в Рим к императору Октавиану Августу. Во время пребывания в Риме император Август признал власть Аспурга на Боспоре легитимной и объявил его царём. Это позволило Аспургу принять царский титул и величаться «другом римского народа». Фактически Аспург стал вассальным царем: своей внешней политике он опирался на согласованный с Римской империей курс, связанный с контролем над пограничными варварскими племенами — скифами и таврами.
Так же для укрепления позиции в Причерноморье Аспург взял в жёны представительницу фракийской царской династии Гипепирию.
Со времен Аспурга все дальнейшие боспорские цари носят династическое имя «Тиберий Юлий» и отмечают в своем титуле зависимость от Рима.

### Боспорское царство при Аспурге

Боспорское царство

I—II века н. э. характеризуются процветанием боспорских городов. Заново отстраиваются городские кварталы Фанагории, Гермонассы. В городах возникают союзы ремесленников — фиасы, способствующие благоустройству городов. Улучшается городское хозяйство. Об этом свидетельствуют, например, мощеные магистральные улицы в Горгиппии, система водопроводов и водостоков. Сохраняются греческие традиции в архитектуре: дома в основном строят одно и двухэтажные, с внутренним двориком, без окон на улицу. В подвалах домов размещают кладовые.
Рабство по-прежнему играет важную роль в экономике, хотя уже обнаруживаются первые признаки его кризиса. Это ясно из надписей — актов об отпуске рабов на волю. В сельском хозяйстве их труд все более заменяется трудом зависимых землепашцев-пелатов. Они были прикреплены к земельным участкам, принадлежавшим крупным собственникам — царям, придворной знати, храмам.
Было завершено формирование эллинистической системы землевладения и строительство царских крепостей — по всей территории государства. Так же при Аспурге, ввелись успешные войны со скифами и таврами, к царству был присоединен Херсонес, что способствовало расширению границ.
О росте его экономики свидетельствует обильный золотой и медный чекан царя, а популярность Аспурга вылилась в создание его культа как обожествленного властителя, в результате чего в Пантикапее был построен храм (или алтарь) в его честь.

### Смерть
Аспург правил до 37 года и умер почти одновременно со своим покровителем императором Тиберием. Причины его смерти неизвестны.
После смерти Аспурга в 38 году римский император Калигула попытался посадить на боспорский престол очередного римского ставленника — фракийского царевича Полемона, но сын Аспурга, Митридат VIII, не пустил его на Боспор и объявил себя царём.